# Microsoft Messenger per Mac
Microsoft Messenger per Mac, ora indicato come Microsoft Messenger: Mac (in precedenza era chiamato MSN Messenger per Mac) è il client ufficiale per il protocollo di Windows Live Messaging per il sistema operativo macOS; è sviluppato dalla Macintosh Business Unit, una divisione di Microsoft . Il programma è tuttora supportato e sviluppato, ma risulta carente in diverse funzionalità rispetto al client ufficiale per Microsoft Windows; anche a causa di queste mancanze, sono stati sviluppati diversi client alternativi da parte di terzi.

## Versioni
Le versioni 3.x e successive di Microsoft Messenger per Mac includono l'interfaccia grafica Aqua, mentre le versioni 2.x ed inferiori hanno una grafica simile a quella di Windows Messenger 4.0. Le versioni 5.x e successive impiegano il tema grafico brushed metal.
- La versione 2.5.1 è un aggiornamento alla versione 2.5, aggiornamento obbligatorio alle versioni 2.1 per gli utenti di Mac OS 9.2.2.
- La versione 3.5 è disponibile per revisioni di Mac OS X inferiori alla 10.2.8
- La versione 4.0.1 è disponibile per revisioni di Mac OS X successive alla 10.2.8
- La versione 5.1.1 è disponibile per Mac OS X 10.3 o successivi
- La versione 6.0.3 per Mac OS X v10.3.9 o successivi. La versione 6.0 per Mac è stata distribuita il 28 settembre 2006.
- L'ultima versione 7.0 è stata distribuita il 29 aprile 2008, disponibile per Mac OS X 10.4.9 o successivi. La sua prima revisione è la versione 7.0.1 disponibile dal 3 luglio 2008 mentre la seconda revisione, la 7.0.2, è uscita con la compatibilità verso il Microsoft Office Communicator 2007 R2.
- Versione 8.0.1 per Mac OS X Leopard: distribuito con Microsoft Office 2011 per Mac nel mese di maggio 2011 e ha una somiglianza visiva ai precedenti controparti finestre. Abilitato il supporto voce e videochiamate.

È bene notare che con la versione 7.0 di Messenger per Mac, Microsoft ha abbandonato il supporto del client per le vecchie versioni del loro sistema di messaggistica corporate (come Live Communications Server 2005). L'ultima versione a supportare tali sistemi è la 6.03, tuttora disponibile per il download dal sito Microsoft.

### Caratteristiche
- Chat con contatti di Yahoo! Messenger
- Messaggio di stato visibile dagli altri utenti (può anche essere impostato per mostrare cosa si sta ascoltando in iTunes)
- Supporto completo alle emoticon personalizzate, utilizzabili coi contatti personali
- Invio e ricezione delle emoticon personalizzate dai contatti personali
- Conversazioni archiviate ispezionabili tramite Spotlight
- Correttore ortografico dei messaggi
- Account personali e corporate (Microsoft Exchange)
- Link diretto alla propria inbox
- Chat audio e video (solo per account corporate)

## Critiche
Microsoft Messenger per Mac non ha tutte le caratteristiche di Windows Live Messenger per Windows, essendo privo delle seguenti funzionalità:
- Supporto ai messaggi scritti a mano libera,
- Trilli
- Sfondo personalizzabile
- Alcune emoticon predefinite
- Dettagli dei contatti
- Giochi
- Messaggi vocali
- Animoticon
- Integrazione con Windows Live Spaces
- Windows Live Today
- Schemi di colori
- Cartelle remote
- Desktop remoto

Apple ufficialmente raccomanda l'utilizzo di AOL Instant Messenger tramite il proprio client iChat. Applicativi di terze parti, spesso con supporto a molte reti di instant messaging, offrono connettività Windows Live e funzionalità aggiuntive rispetto al client ufficiale, come la chat audio e video per account personali. Tale situazione ha portato a generare numerose critiche verso la Macintosh Business Unit di Microsoft, non in grado di creare un proprio client di messaggistica con funzionalità equivalenti o superiori alle numerose alternative opensource per il servizio Windows Live Messenger.